# Aceria

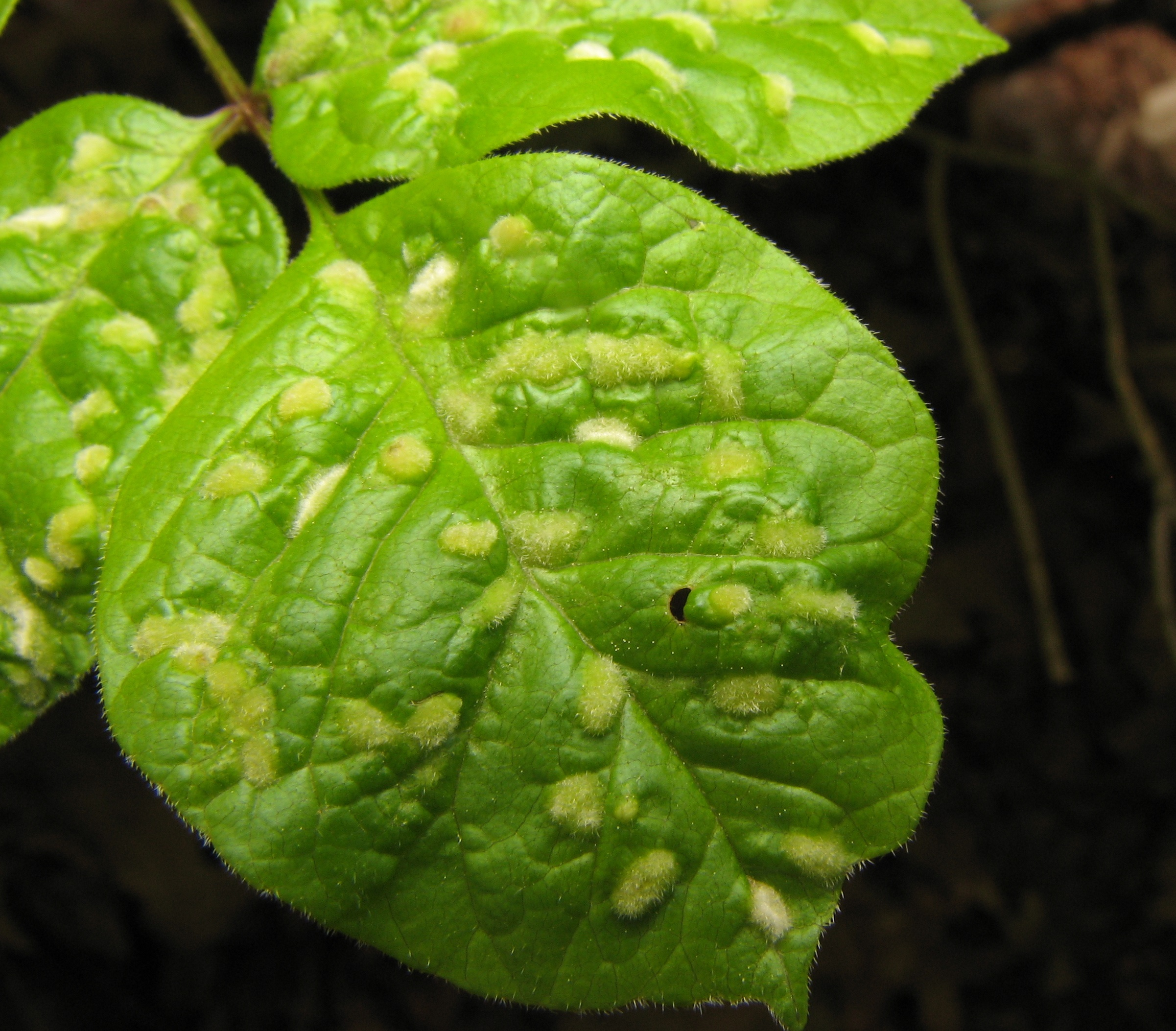
Agallas producidas por Aceria fraxini

Aceria es un género de ácaros de la familia Eriophyidae, descrito por primera vez por Keifer en 1944. Se alimentan de diversas plantas cultivadas o silvestres, como cocoteros, cítricos, tulipanes, achicoria dulce, nogal, encina, etc, y transmiten algunos virus como el del mosaico estriado del trigo (WSMV) (fam. Potyviridae; gen. Tritimovirus).
Contiene entre 33 y 330 especies, según autores.
Su estado de conservación no reviste preocupación y no se encuentra incluida en la Lista roja de la UICN.